# Вопрос морали: нарушает ли шоколад церковный пост
«Cuestión moral: si el chocolate quebranta el ayuno eclesiástico» («Вопрос морали: нарушает ли шоколад церковный пост») — книга 1636 года испанского историка Антонио де Леона Пинело о роли шоколадных напитков в европейском обществе XVII века.

## История
Книга написана в XVII веке, когда шоколадный напиток стал весьма популярным в Испании. Употребление шоколадного напитка было распространено в мексиканских религиозных кругах, а позже самых высоких социальных слоях европейского общества. Полемика церковных властей о предполагаемом возбуждающем воздействии напитка привела к запрету его употребления в церквях в 1681 году.

## Содержание

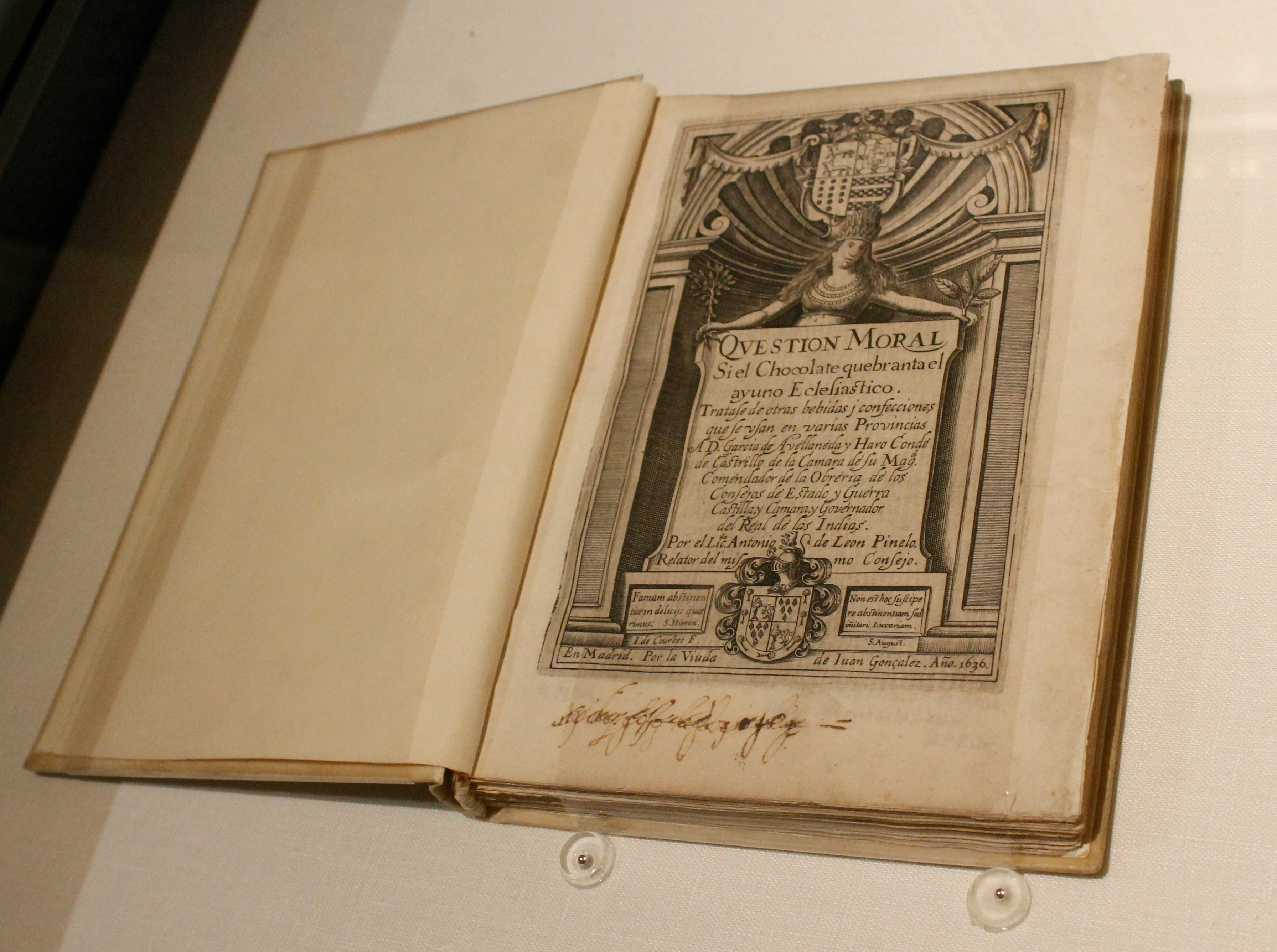
Экземпляр книги. Коллекция музея Сумайя

В книге рассматриваются искушения, фантазии и страхи, связанные с шоколадным напитком, который произвёл фурор в Мадриде в начале XVII века. Автор рассматривает различные взгляды на объект вожделения — шоколад — включая мнения теологов и моралистов, которые никогда не пробовали этот напиток. Это собрание мнений, часто противоположных и, следовательно, спорных, составляет ценность книги.
По мнению мексиканского историка Антонио Рубель Гарсии (исп. Antonio Rubial García), потребление шоколада происходило на фоне полемики между теми, кто воспринимал вещи, принесённые из Америки, как «декадентские, отвратительные, несовершенные», и теми, кто защищал их достоинства и красоты.
Книга указывает, что шоколадный напиток был изобретён доиспанскими коренными народами Америки и использовался в ритуалах, которые осуществлялись исключительно знатью и жрецами. Когда испанцы переняли шоколадный напиток, они модифицировали его, добавив в рецепт такие продукты, как сахар, ваниль и корицу, а также расширили сферу его потребления до всех социальных слоев.
Употребление шоколада стало механизмом социализации и символом праздничности, спровоцировав запрет на него в кармелитских монастырях, в которых его сочли нарушением уставов монашеской жизни. Мексиканский историк М. Мерсе́ Грас Казанова (M. Mercè Gras Casanova) утверждает, что шоколадный напиток считался настолько необычным и изысканным, что религиозные власти рассматривали его потребление грехом, потому что он был «антиподом строгости и аскетизма, которые подобает иметь любому доброму христианину».